# Anthony Joshua
Pour les articles homonymes, voir Joshua.
Anthony Joshua, né le 15 octobre 1989 à Watford (Angleterre), est un boxeur britannique. Médaillé aux championnats du monde de Bakou en 2011 et champion olympique aux Jeux de Londres en 2012, il est par la suite champion du monde poids lourds de boxe anglaise de l'International Boxing Federation (IBF), de la World Boxing Association (WBA) et de la World Boxing Organization (WBO).

## Carrière amateur
Il découvre la boxe tardivement, à seulement 18 ans. Durant sa carrière amateur, il termine vice-champion du monde dans la catégorie des super-lourds aux championnats du monde de Bakou en 2011. Un an plus tard, il devient champion olympique aux Jeux de Londres en 2012 dans cette même catégorie. Dans la foulée de ce titre, il passe professionnel dans la catégorie des poids lourds où il devient champion poids lourds du Commonwealth de l'Empire britannique.

### Titres amateurs
- Médaille d'or en +91 kg aux Jeux de 2012 à Londres, Angleterre.
- Médaille d'argent en +91 kg en 2011 à Bakou, Azerbaïdjan.

## Carrière professionnelle
Il passe professionnel en 2013 et remporte ses 20 premiers combats avant la limite. Le 12 décembre 2015, à la suite de sa victoire par KO face au Britannique Dillian Whyte, il devient champion d'Angleterre des poids lourds.

### La conquête des titres vacants de Tyson Fury
Entre 2016 et 2017, les meilleurs boxeurs poids lourds s'affrontent pour obtenir les titres de champion du monde laissés vacants par le Britannique Tyson Fury. Celui-ci, après avoir détrôné l'Ukrainien Wladimir Klitschko de son long règne de presque une décennie sur la catégorie, a décidé de faire une pause dans sa carrière ne défendant pas ses titres IBF, WBO et WBA qui sont alors remis en jeu. L'Américain Charles Martin remporte rapidement le titre IBF, puis le Néo-Zélandais Joseph Parker remporte le titre WBO.
Le 9 avril 2016, Anthony Joshua affronte et détrône Charles Martin par KO à la deuxième reprise ; il devient champion du monde IBF de la catégorie. Anthony Joshua conserve son titre le 18 juin suivant en battant par KO au 7e round l'invaincu américain Dominic Breazeale puis le 10 décembre 2016 par arrêt de l'arbitre au 3e round face à Éric Molina.
Alors que la pause de Tyson Fury empêche l'organisation d'un match retour pourtant convenu dans le contrat de l'affrontement Tyson Fury contre Wladimir Klitschko en cas de défaite de ce dernier, Wladimir Klitschko décide d'affronter Anthony Joshua pour les titres WBA et IBO vacants ainsi que le titre IBF qu'Anthony Joshua défend. Le 29 avril 2017, Anthony Joshua sort vainqueur du combat au 11e round par KO, devant 90 000 spectateurs au Wembley Stadium. Malgré une victoire incontestable, le combat s'avère beaucoup plus difficile que prévu et Anthony Joshua visite même le tapis pour la première fois de sa carrière à la suite d'une droite de Wladimir Klitschko dans le 6e round.
Le 31 mars 2018, Anthony Joshua est vainqueur du combat qui l'oppose au Néo-Zélandais Joseph Parker. Il gagne le match aux points, pour la première fois de sa carrière professionnelle sans KO. Il unifie ainsi les ceintures IBF, WBA, WBO et IBO, soit tous les titres que Tyson Fury avait pris à Wladimir Klitschko fin 2015 avant de les laisser vacants.

### La rivalité avec Deontay Wilder
Il ne manque plus qu'un titre majeur à Anthony Joshua pour devenir le champion du monde incontesté des poids lourds : le titre WBC détenu par l'Américain Deontay Wilder. Le match d'unification du titre est l'un des plus attendus, puisqu'il départagerait deux champions alors invaincus, l'un anglais l'autre américain. Il s'agit aussi de la confrontation de deux boxeurs très différents : Anthony Joshua est sur le ring patient et très appliqué techniquement, alors que Deontay Wilder a la réputation d'être un puncher « sale » (c'est-à-dire peu précis ou appliqué techniquement) mais extrêmement brutal (sur 42 victoires, 41 ont été remportées par KO) ; en dehors du ring Anthony Joshua se montre réservé, humble, jusqu'à se faire surnommer « Big Friendly Giant » (« Le Bon Gros Géant ») par la presse britannique, alors que Deontay Wilder se montre plus volontiers provocateur.
L'équipe de Deontay Wilder accuse d'ailleurs publiquement Anthony Joshua d'éviter le combat tant attendu, et l'Américain multiplie les provocations auxquelles le britannique ne répond pas. Après plusieurs négociations avec Eddie Hearn, le promoteur d'Anthony Joshua, où Deontay Wilder acceptait un contrat désavantageux en termes de partage des gains et un combat au Royaume-Uni (Anthony Joshua n'ayant encore jamais combattu en professionnel en dehors de Grande-Bretagne), celles-ci sont finalement interrompues. En juin 2018, la WBA donne 24 heures à Anthony Joshua pour signer un contrat avec son principal challenger, le Russe Aleksandr Povetkin ; cela faisait plusieurs mois que la fédération imposait au champion de défendre son titre WBA. Afin de ne pas le perdre, Anthony Joshua suspend les négociations avec Deontay Wilder, et accepte en urgence d'affronter Aleksandr Povetkin le 22 septembre 2018. C'est une nouvelle occasion pour son rival américain de l'accuser de fuir le combat. Tyson Fury accélère son retour dans le monde de la boxe après plus de 2 ans d'absence en défiant Deontay Wilder, qui accepte le combat. Il en profite pour tacler lui aussi Anthony Joshua en déclarant qu'à l'inverse de ce dernier, il n'avait pas peur d'affronter le champion américain.
Le 22 septembre 2018, au Wembley Stadium, Anthony Joshua conserve ses titres de champion du monde en battant Alexander Povetkin par KO technique à la 7e reprise.
Après ce match, Anthony Joshua annonce avoir déjà programmé deux combats, dont le premier se déroulera le 13 avril 2019 encore une fois au Wembley Stadium. Pour la première fois, il exprime explicitement sa volonté d'affronter Deontay Wilder à cette date. Mais de son côté, l'Américain fait match nul contre Tyson Fury qui signe alors son grand retour. Deontay Wilder souhaite d'abord une revanche contre Tyson Fury avant de négocier un combat contre Joshua.

### Première défaite, revanche et reconquête des titres mondiaux face à Andy Ruiz Jr.
Anthony Joshua doit défendre ses titres face à Jarrell "Baby" Miller. Mais celui-ci se fait suspendre après contrôle positif lors d'un test antidopage. Andy Ruiz Jr. est alors désigné comme adversaire de substitution. Le combat est organisé le samedi 1er juin 2019 au Madison Square Garden de New York, ce qui en fait le premier combat professionnel d'Anthony Joshua en dehors de Grande-Bretagne. Le mexicain-américain est alors un boxeur méconnu et fait alors figure d'outsider : il n'a jusqu'alors affronté que des adversaires de seconde zone, mis à part Joseph Parker contre qui il a perdu en décembre 2016 (c'est lors de ce combat que Joseph Parker remporte le titre WBO laissé vacant par Tyson Fury, titre qu'Anthony Joshua lui reprendra). De plus, son physique contraste avec celui d'Anthony Joshua : alors qu'Andy Ruiz Jr. fait 10 centimètres de moins qu'Anthony Joshua, il pèse 10 kilos de plus lors de la dernière pesée ; alors qu'Anthony Joshua a un physique dessiné et athlétique, Andy Ruiz Jr. est beaucoup plus gras.
Mais Andy Ruiz Jr. crée la surprise. Malgré sa morphologie, il s'avère très rapide et très mobile. Au 3e round, Andy Ruiz Jr. est envoyé au tapis mais se relève et envoie à son tour Anthony Joshua au tapis, pour la seconde fois de sa carrière. Dès lors il parvient à imposer son rythme au Britannique qui reste sur la défensive. Toujours sonné du premier KO, Anthony Joshua est de nouveau envoyé au tapis à la fin de ce 3e round. Après deux nouveaux voyages au tapis au 7e round, l'arbitre décide d'arrêter le combat. Anthony Joshua perd alors ses titres mondiaux et félicite le nouveau champion du monde,. Comme le stipulait le contrat du match en cas de défaite du champion britannique, une revanche est aussitôt prévue.
Celle-ci a lieu le 7 décembre 2019 en Arabie saoudite, dans la ville de Dariya, non loin de Riyad, dans un stade de 15 000 places construit pour l'occasion. Le prince héritier saoudien Mohammed ben Salmane assiste au match : l'organisation de cet événement, à l'instar d'autres rencontres internationales, fait partie de sa stratégie de renforcement de la diplomatie sportive saoudienne. Cette fois-ci Anthony Joshua change de tactique, il n'y aura pas de corps à corps. Plus prudent, il cherche à maintenir Andy Ruiz Jr. à distance en profitant de son allonge avantageuse et distribue des coups peu nombreux mais précis. La perte de poids du boxeur britannique lui permet d'être davantage mobile, tandis que son adversaire a quant à lui pris 7 kg depuis la dernière rencontre. Andy Ruiz Jr. s'agace de ne pas pouvoir boxer au corps à corps. Faute de pouvoir suivre les déplacements d'Anthony Joshua, le boxeur mexicain-américain se cantonne au centre du ring et peine à faire mouche. Même si le match n'a rien de spectaculaire, la tactique d'Anthony Joshua paie et celui-ci récupère ainsi ses titres mondiaux au terme des douze rounds en remportant la victoire par décision unanime des juges (118-100, 118-110, 119-109).
Andy Ruiz Jr. semble n'avoir été qu'un élément perturbateur dans la course entre Anthony Joshua, Deontay Wilder, et Tyson Fury pour l'unification des titres de champion du monde des poids lourds. Le 22 février 2020, Tyson Fury bat finalement Deontay Wilder lors de leur revanche à la suite de leur précédent match nul, confirmant ainsi son retour et devenant le nouveau champion du monde WBC des poids lourds. L'affrontement tant attendu entre les rivaux Anthony Joshua et Deontay Wilder dans le cadre d'une unification des titres n'est donc plus au programme. Le 12 décembre 2020, à la Wembley Arena, il remet ses titres en jeu face au Bulgare Kubrat Pulev qu'il bat par KO au 9e round.

### Double revers contre Oleksandr Usyk
Tyson Fury contraint de boxer pour la troisième fois Deontay Wilder, Anthony Joshua se retrouve opposé à son prétendant pour la ceinture WBO, l'ancien champion du monde unifié des poids lourds-légers Oleksandr Usyk. Le combat se déroule le 25 septembre 2021 devant plus de 64 000 spectateurs au Tottenham Hotspur Stadium. Dépassé par la mobilité de l'Ukrainien, semblant sur la réserve, Anthony Joshua est battu aux points (112-117, 112-116, 113-115) par Oleksandr Usyk.
Quelques jours après la défaite, le boxeur britannique active la clause de revanche de son contrat avec Oleksandr Usyk. Le deuxième combat entre les deux champions se tient à Djeddah, en Arabie saoudite, au stade Roi-Abdallah, le 20 août 2022. Anthony Joshua s'incline à nouveau à la décision majoritaire des juges (115-113, 116-112, 113-115) après une meilleure performance mais battu à nouveau par la vitesse et la variété de la boxe d'Oleksandr Usyk. Après sa défaite, le boxeur britannique s'empare de deux ceintures de son adversaire et les lance hors du ring, part en furie puis retourne sur le ring faire un monologue décousu. Quelques minutes plus tard, il fond en larmes en conférence de presse d'après-combat.

### Invaincu en 2023 avec trois victoires
Le 1er avril 2023, il affronte l'Américain Jermaine Franklin à l'O2 Arena de Londres, en Angleterre. Devant son public et avec deux défaites consécutives contre l'Ukrainien Oleksandr Usyk, il remporte le combat par décision aux points unanime (118-111, 117-111, 117-111),,. Concernant un éventuel combat contre son compatriote Tyson Fury, il dit : « La balle est dans son camp. Faisons-le (ce combat) ».
Le 6 juillet 2023, Dillian Whyte vs. Anthony Joshua II, une revanche du combat du 12 décembre 2015, est annoncé. Ce dernier a été annulé le 5 août 2023, après que Dillian Whyte ait rendu un contrôle antidopage positif effectué par l'agence volontaire de lutte contre le dopage,. Le 8 août 2023, Robert Helenius est annoncé comme remplaçant, le combat ayant lieu à la date initialement prévue. Le 12 août 2023, il affronte le Finlandais Robert Helenius à l'O2 Arena de Londres, en Angleterre. Il remporte le combat par KO lors de la septième reprise,,.
Durant le mois d'octobre 2023, des rapports indiquent qu'Anthony Joshua pourrait potentiellement affronter Deontay Wilder sur la même carte que Tyson Fury et Oleksandr Usyk en Arabie Saoudite. Cependant, le 11 novembre 2023, de nouveaux rapports indiquent qu'Anthony Joshua et Deontay Wilder se battraient tous deux le 23 décembre 2023, mais contre des adversaires différents. Le 15 novembre 2023, il est annoncé qu'Anthony Joshua affrontera Otto Wallin et que Deontay Wilder sera opposé à Joseph Parker en tant que combat de clôture. Le 23 décembre 2023, Anthony Joshua affronte le Suédois Otto Wallin à Riyad, en Arabie saoudite. Il remporte le combat par KO technique après que le coin d'Otto Wallin ait décidé de ne pas laisser le combattant continuer après la cinquième reprise,,.

### 2024
Le 8 mars 2024, il affronte le Camerounais Francis Ngannou à Riyad, en Arabie saoudite. C'est le deuxième combat en boxe anglaise de son adversaire après un premier affrontement contre Tyson Fury. Il remporte le combat par KO lors de la deuxième reprise, après avoir envoyé deux fois à terre son adversaire au cours du combat,,. Cette victoire lui était nécessaire pour prétendre à combattre pour les titres mondiaux des poids lourds.
Le 21 septembre 2024, il obtient cette opportunité en affrontant son compatriote Daniel Dubois, combattant avec seulement deux défaites contre Joe Joyce et Oleksandr Usyk, pour le titre IBF des poids lourds au Wembley Stadium, en Angleterre. Il est battu par KO lors de la cinquième reprise du combat,,.

## Palmarès professionnel

### Titres professionnels

#### Titres mondiaux majeurs
- Champion du monde poids lourds IBF (2016-juin 2019 et décembre 2019-2021).
- Champion du monde poids lourds WBA (2017-juin 2019 et décembre 2019-2021).
- Champion du monde poids lourds WBO (2018-juin 2019 et décembre 2019-2021).

#### Titres mondiaux mineurs
- Champion du monde poids lourds IBO (2017-juin 2019 et décembre 2019-2021).

#### Titres régionaux/internationaux
- Champion poids lourds WBC International (2014-2015).
- Champion du Royaume-Uni poids lourds BBBofC (2015).
- Champion du Commonwealth poids lourds (2015).

## Controverses
En novembre 2017, Anthony Joshua a été critiqué pour un ensemble d'incidents. Il aurait qualifié le boxeur poids lourds Eddie Chambers de « honte à la cause noire supérieure » sur Instagram. Plus tard, Anthony Joshua avait semblé exprimer le soutien du dictateur zimbabwéen Robert Mugabe sur Snapchat.
En juin 2020, Anthony Joshua a été confronté à la réaction de la foule après avoir participé à une manifestation Black Lives Matter en Grande-Bretagne. En août 2022, quelques jours avant son combat de championnat du monde des poids lourds à Djeddah, Anthony Joshua a choisi de ne pas aborder la situation des droits de l'homme en Arabie saoudite après avoir appris qu'une femme avait été condamnée à 34 ans de prison pour son utilisation de Twitter.
The Guardian a révélé en août 2022 que Joshua avait reçu une lettre envoyée par Yasser Al-Khayat, dont le frère Mustafa avait été tué dans la plus grande exécution de masse de l’histoire de l’Arabie saoudite. Dans la lettre, Khayat fait remarquer à Anthony Joshua que la parole peut faire une réelle différence, précisant que des événements comme des matchs de boxe sont utilisés par le gouvernement saoudien pour détourner l'attention des persécutions commise dans le royaume. Si aucune préoccupation pour les droits de l'homme n'est exprimée pendant ces événements, les dirigeants peuvent en tirer la conclusion qu'ils peuvent tuer sans être tenus responsables.

## Vie privée
Anthony Joshua a déclaré que les échecs et la lecture peuvent renforcer ses compétences en boxe en développant ses capacités tactiques. Il était maçon avant de boxer à temps plein.
En 2009, Anthony Joshua est placé en détention provisoire à la prison de Reading pour ce qu'il décrit comme « s'être battu et d'autres trucs dingues ». Il est condamné à porter un bracelet électronique à la cheville après sa période de détention,. En mars 2011, Anthony Joshua est arrêté par la police pour excès de vitesse dans Colindale, au nord de Londres. Il est trouvé avec 200 grammes d'herbe de cannabis cachés dans un sac de sport dans sa Mercedes-Benz. Il est accusé de possession avec l'intention de fournir un médicament de classe B, une infraction passible d'une peine maximale de 14 ans. Anthony Joshua est alors suspendu de l'équipe britannique de boxe et est condamné à un ordre de la communauté de 12 mois et à un travail non rémunéré de 100 heures après avoir plaidé coupable à la cour de la couronne, pour finalement être libéré en 2014.